# Juan Cruz Álvaro Armada
Juan Cruz Álvaro Armada (Madrid, 28 de julio de 1992) es un futbolista español que juega en la demarcación de defensa en el Club Atlético Osasuna de la Primera División de España.

## Biografía
Empezó a formarse como futbolista en 2009 en las filas inferiores del C. Atlético de Madrid. Aunque no permaneció mucho tiempo en la entidad, ya que en 2010 fichó por el Bologna F. C. 1909. Tras dos temporadas en el club y haber jugado tan solo un partido, se fue en calidad de cedido al Carrarese Calcio 1908, donde jugó hasta que finalizó la temporada. Pocos días después volvió a irse cedido, esta vez al San Marino Calcio. En 2015 se fue como traspasado al A. C. Pistoiese.
En la temporada 2016-17 regresó a España para jugar en el U. D. San Sebastián de los Reyes en Segunda División B.
En la temporada 2017-18 pasó al C. F. Rayo Majadahonda, donde consiguió el ascenso a Segunda División por primera vez en la historia del club.
Para la temporada 2018-19, se incorpora al Elche C. F. de Segunda División, donde se consolida como el lateral izquierdo titular.
El 30 de agosto de 2020 se anunció su fichaje por el C. A. Osasuna, que firmó para las tres próximas temporadas. Año y medio después, el 31 de enero de 2022, se anunció su renovación de contrato hasta el 2024. El 13 de diciembre de 2022, el club navarro hizo oficial otra renovación hasta el 2026.

## Clubes
| Club                            | País       | Año       | Partidos | Goles |
| ------------------------------- | ---------- | --------- | -------- | ----- |
| Bolonia F.C.                    | Italia     | 2010-2012 | 1        | 0     |
| Carrarese Calcio (Cedido)       | Italia     | 2012-2013 | 17       | 0     |
| San Marino Calcio (Cedido)      | San Marino | 2013-2015 | 55       | 6     |
| A.C. Pistoiese                  | Italia     | 2015-2016 | 10       | 0     |
| U.D. San Sebastían de los Reyes | España     | 2016-2017 | 28       | 0     |
| C.F. Rayo Majadahonda           | España     | 2017-2018 | 37       | 1     |
| Elche C.F.                      | España     | 2018-2020 | 75       | 1     |
| C.A. Osasuna                    | España     | 2020-act. | 146      | 0     |

Debut en 1ª División: 12 de septiembre de 2020, Cádiz C. F. 0-2 C. A. Osasuna
| Temporadas en 1.ª | Partidos en 1.ª | Goles en 1.ª | Partidos en Copa | Goles en Copa | Internacional |
| ----------------- | --------------- | ------------ | ---------------- | ------------- | ------------- |
| 6                 | 128             | 0            | 19               | 0             | Ninguna       |